# Одетт Делакруа
Одетт Делакруа (англ. Odette Delacroix, род. 15 октября 1989, Санфорд, Мэн) — американская порноактриса, эротическая и фетиш-модель.

## Биография
Одетта родилась в октябре 1989 года в городе Стэнфорд, расположенном в округе Йорк, штат Мэн в семье французского происхождения.
После окончания средней школы переезжает в Калифорнию в 2008 году, где изучает английский язык и литературу.
Начинает сниматься в фильмах для взрослых в 2011 году, в возрасте 22 лет. Работала с такими студиями, как FM Concepts, Filly Films, New Sensations и Girlfriends Films, а также для сайтов Twistys, Babes.com, ATK Petites и JustCuteGirls.com.
В 2014 году первый раз номинируется на премию XBIZ за лучшую сексуальную сцену в лесбийском фильме
Некоторые фильмы с её участием: ATK Babes In Toyland, ATK Hairy Muff Munchers, In-Room Rubdown, Lesbian Masseuse 3, Violation of Odette Delacroix, Cheer Squad Sleepovers 4 o Girl On Girl Fantasies 6.
Снялась в более чем 90 фильмах.

## Премии и номинации
| Год  | Церемония                   | Результат | Номинация                              | Работа                     |
| ---- | --------------------------- | --------- | -------------------------------------- | -------------------------- |
| 2013 | XBIZ Awards                 | Номинация | Лучшая сцена секса в лесбийском фильме | Against Her Will           |
| 2014 | XBIZ Awards                 | Номинация | Лучшая сцена секса в лесбийском фильме | Kay Brandt’s Dirty Secrets |
| 2016 | Spank Bank Awards           | Номинация | Fun Sized Fuck Bunny                   | н/д                        |
| 2016 | Spank Bank Awards           | Номинация | Customs Making Mogul of the Year       | н/д                        |
| 2016 | Spank Bank Awards           | Номинация | Fucking Nerd of the Year               | н/д                        |
| 2016 | Spank Bank Awards           | Номинация | Pretty In Pink (aka Prettiest Pussy)   | н/д                        |
| 2016 | Spank Bank Technical Awards | Победа    | Petite Supermodel                      | н/д                        |
| 2017 | Spank Bank Awards           | Номинация | Most Adorable Slut                     | н/д                        |
| 2017 | Spank Bank Awards           | Номинация | Fucking Nerd of the Year               | н/д                        |
| 2017 | Spank Bank Awards           | Номинация | Fun Sized Fuck Toy                     | н/д                        |
| 2017 | Spank Bank Awards           | Номинация | Servile Sub of the Year                | н/д                        |